# IPad (3. Generation)
Das iPad der 3. Generation, bei der Markteinführung im März 2012 als Das neue iPad bezeichnet, ist das dritte Modell der iPad-Tabletcomputerreihe des US-amerikanischen Konzerns Apple. Es wurde am 7. März 2012 von Tim Cook der Öffentlichkeit vorgestellt, ab 16. März 2012 war es erhältlich. Ab dem 26. Oktober 2012 wurde es vom Nachfolger, dem iPad der 4. Generation abgelöst.

## Beschreibung
Das iPad der 3. Generation hat eine Rückseite aus Aluminium und wahlweise einen weißen oder schwarzen Rand der vorderen Glasscheibe um den zentralen Bildschirm herum. Am unteren Rand ist mittig eine Home-Taste angebracht, an der rechten Gehäuseseite befindet sich neben den Lautstärkewippen auch ein Orientierungssperrschalter. Unterhalb des Einschaltknopfes auf der Gehäuseoberseite verfügt das iPad der 3. Generation über eine Kamera, auf der Frontseite ist mittig am oberen Bildschirmrand eine weitere Kamera verbaut. Die Auflösung der Kameras beträgt 5,0 und 0,3 Megapixel. Weiters gibt es auf der Oberseite ein Monomikrofon und einen 3,5 mm-Klinkenanschluss. Auf der Unterseite ist ein Monolautsprecher neben dem klassischen 30-Pin-Dockanschluss verbaut. Bedient wird das iPad der 3. Generation primär über Berührungen des Touchbildschirms.
Apple bot das iPad der 3. Generation als 16-, 32- oder 64-GB-Variante ohne Modem an. Zusätzlich gibt es für den nordamerikanischen Markt ein iPad mit CDMA-Modem und 0,7-GHz-LTE (Verizon-Modell) sowie für den amerikanischen und europäischen Markt eines mit 2,1- und 0,7-GHz-LTE- und UMTS-Modem (AT&T-Modell). Die AT&T-Geräte verwenden Micro-SIM-Karten mit dem Formfaktor 3FF (12 mm × 15 mm) und können in Europa kein LTE nutzen, da die in Europa gängigen LTE-Frequenzbänder nicht vom iPad der 3. Generation unterstützt werden. Apple gibt bis zu 10 Stunden Akkulaufzeit beim Surfen im Internet über WLAN und bis zu 9 Stunden bei der Nutzung eines 3G-Datennetzes an. Der Akku des iPad der 3. Generation ist ein 42,5-Wh-Lithiumpolymerakkumulator, dessen Ladezeit rund sechs Stunden beträgt. Zusätzlich zum Mobilfunkmodem verbaute Apple ein A-GPS-Modul. Den digitalen Kompass besitzen auch die Geräte ohne Modem.
Als System-on-a-Chip dient dem iPad der 3. Generation der Apple A5X, der einen Dualcoreprozessor des Typs ARM Cortex A9 mit 1 GHz Taktfrequenz verwendet. Das iPad der 3. Generation verfügt in jeder Ausführung über einen SGX-543-Grafikprozessor mit vier Kernen.

## Kritik
Positive Kritik erhielt das iPad der 3. Generation vor allem für seinen hochauflösenden Bildschirm, der laut Vivek Gowri und Anand Lal Shimpi „nicht nur die hohe Auflösung, sondern auch die Qualität betone.“
Negativ kritisiert wurden das im Vergleich zum Vorgänger höhere Gewicht und die stärkere thermische Belastung in der linken unteren Gehäuseseite, die laut Apple jedoch im Rahmen liege.
Golem betitelte die Mobilfunkeigenschaften des iPad der 3. Generation als „Mogelpackung LTE“, „Apple suggeriere auf der deutschen Beschreibungsseite, dass 4G auch für deutsche Anwender toll sei und stelle die Nichtverfügbarkeit von LTE als Ausnahmefall dar.“